# Timyra stasiotica
Timyra stasiotica is een vlinder uit de familie van de Lecithoceridae. De wetenschappelijke naam van de soort is voor het eerst geldig gepubliceerd in 1908 door Meyrick.